# Francisco Molinero Calderón
Francisco Molinero Calderón (nascut a Ontígola, Província de Toledo) va ser futbolista professional castellanomanxec que jugava de defensa.

## Trajectòria
Ha jugat des de jove en les categories inferiors de l'Atlètic de Madrid. La temporada 04-05 debutà amb el primer equip. El seu debut a la Primera divisió de la lliga espanyola de futbol va ser el 25 de setembre del 2004 en el partit Atlètic de Madrid 1 - 0 Vila-real CF. La temporada 2004-05 va disputar 14 partits de lliga.
Durant la temporada 06-07 va jugar cedit al Màlaga CF a segona divisió. El juliol de 2007, com a agent lliure, Molinero va signar contracte per dos anys amb el RCD Mallorca. Va jugar poc durant la temporada 07-08, i la següent va marxar al Llevant UE, acabat de descendir.
El 21 de juliol de 2009, Molinero va signar contracte pel FC Dinamo București romanès, deixant així Espanya per primer cop en la seva carrera. Va passar només un any a la Liga I, però, i va cancel·lar el seu contracte per tres anys a l'estiu per retornar a Espanya, on va fitxar per la SD Huesca de segona divisió.
El 2011 Molinero va fitxar pel Real Murcia per tres anys. El 26 de juny de 2014, després de no haver jugat en cap dels 37 partits de lliga, va marxar al Reial Betis també de segona divisió; equip amb el qual va assolir la promoció el 2015, a la qual va contribuir amb un gol.
El 25 de juny de 2016, Molinero va fitxar pel Getafe CF amb un contracte per dos anys.
Es va mantenir un any més a l'equip i de cara a la campanya 2018-19 es va desvincular per fitxar pel Real Sporting de Gijón. Va abandonar el club el 2020 en expirar el seu contracte i el gener de 2021 va tornar al Real Múrcia C. F. set anys després.
El 12 de juliol de 2021 va signar pel Mar Menor F. C. de la Segona Federació.
El 17 de maig de 2022 va anunciar la seva retirada com a futbolista, amb 36 anys.

## Palmarès
Betis
- Segona Divisió: 2014–15